# Dolsk (Dębno)
Dolsk [dɔlsk] (deutsch: Dölzig) ist ein Ort mit etwas über 200 Einwohnern in der polnischen Woiwodschaft Westpommern.

## Zugehörigkeit
Das Dorf lag bis 1945 in der Neumark (Ostbrandenburg), bis 1816 gehörte der Ort zum Landkreis Königsberg, ab 1816 war Dölzig im Landkreis Soldin. Ab 1945 ist der Ort polnisch und liegt derzeit im Powiat Myśliborski, in der Gmina Dębno.

## Geschichte
Das Dorf wurde bereits 1337 urkundlich als Totzlick erwähnt. Es gehörte bis zum 17. Jahrhundert der Familie von Schönebeck. Als Erster wird Hinrick von Schonenbergh genannt. Die Familie saß damals bereits auf dem Schloss.

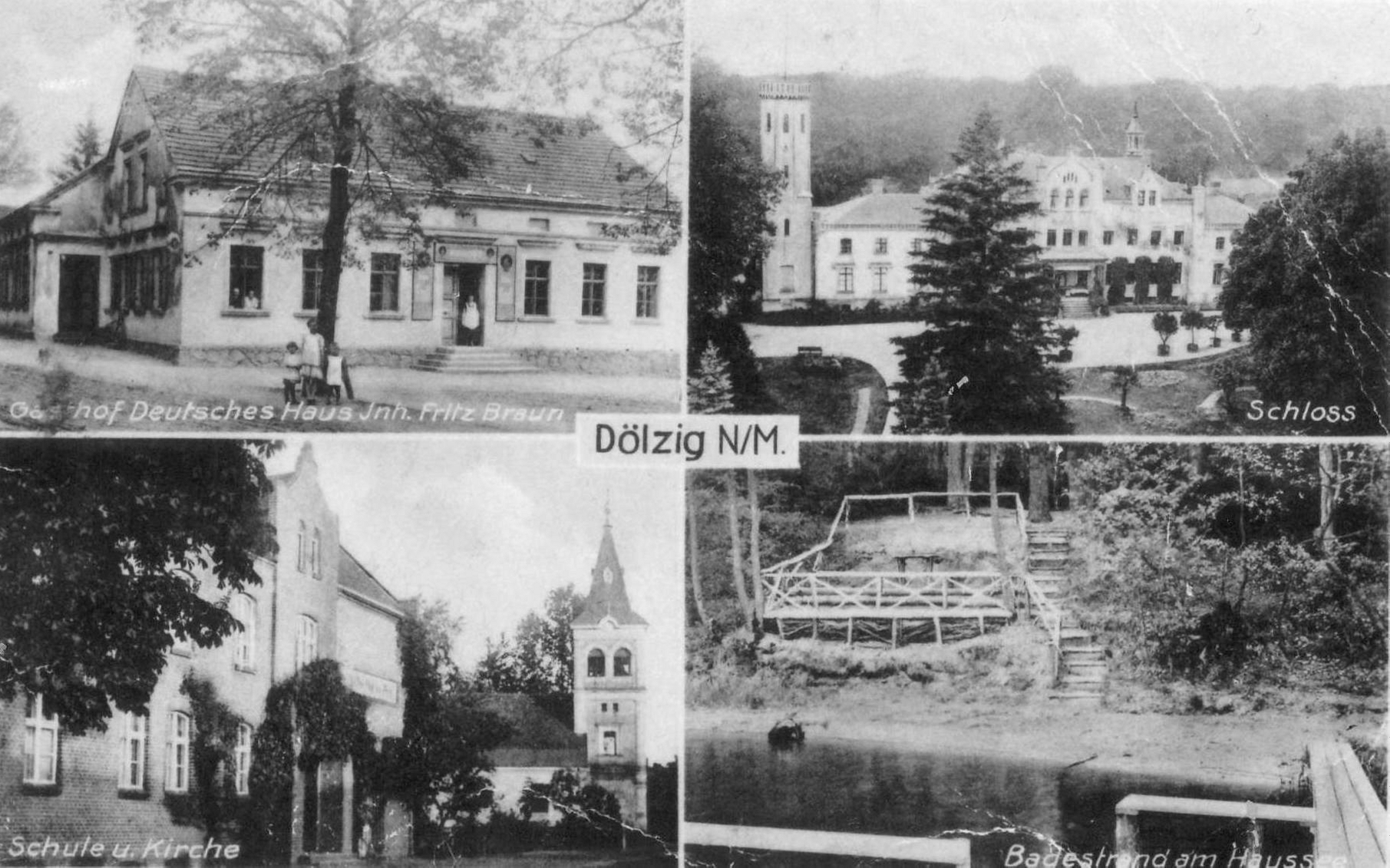
Postkarte mit Dorfansicht, um 1900

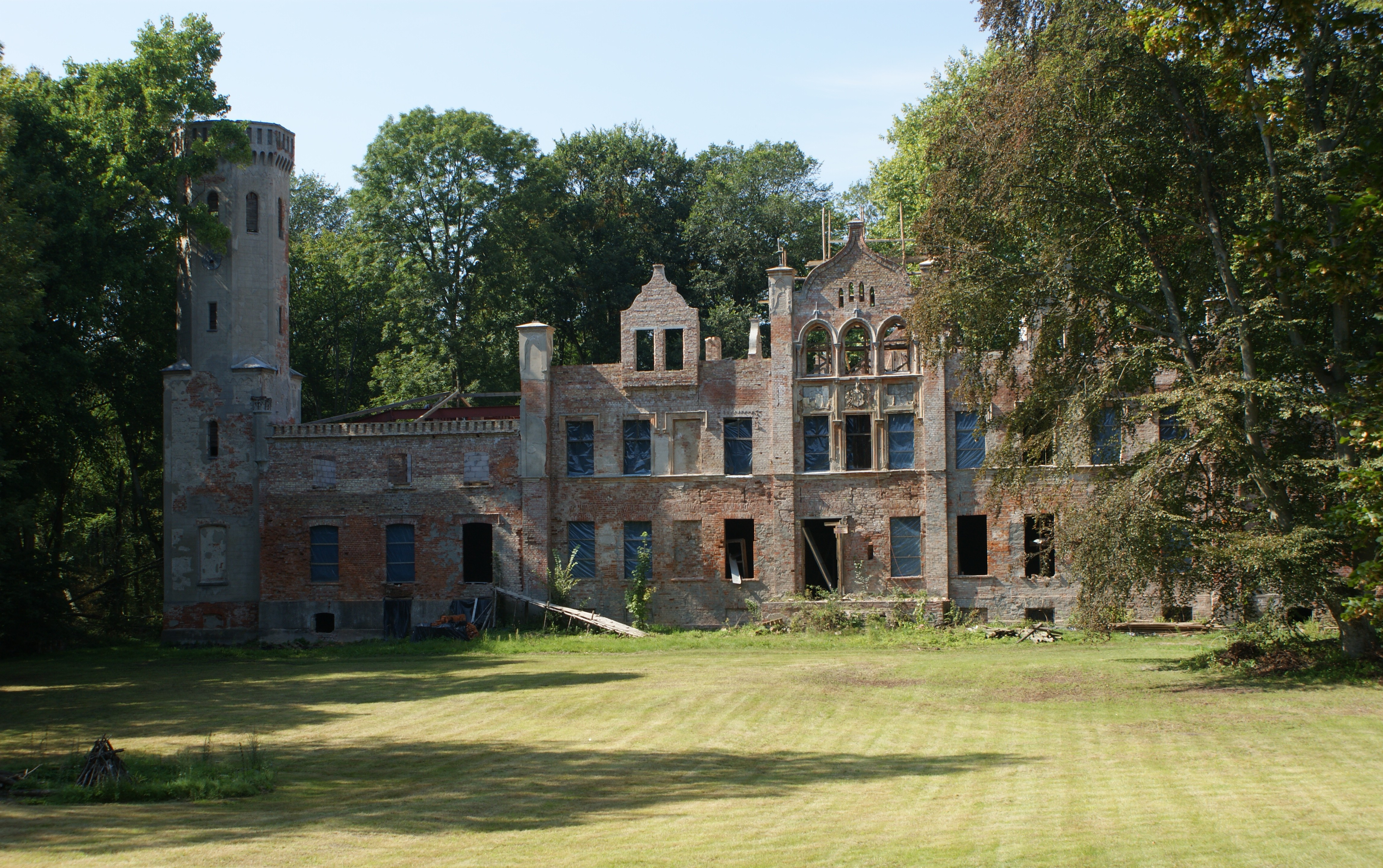
Ruine des Schlosses

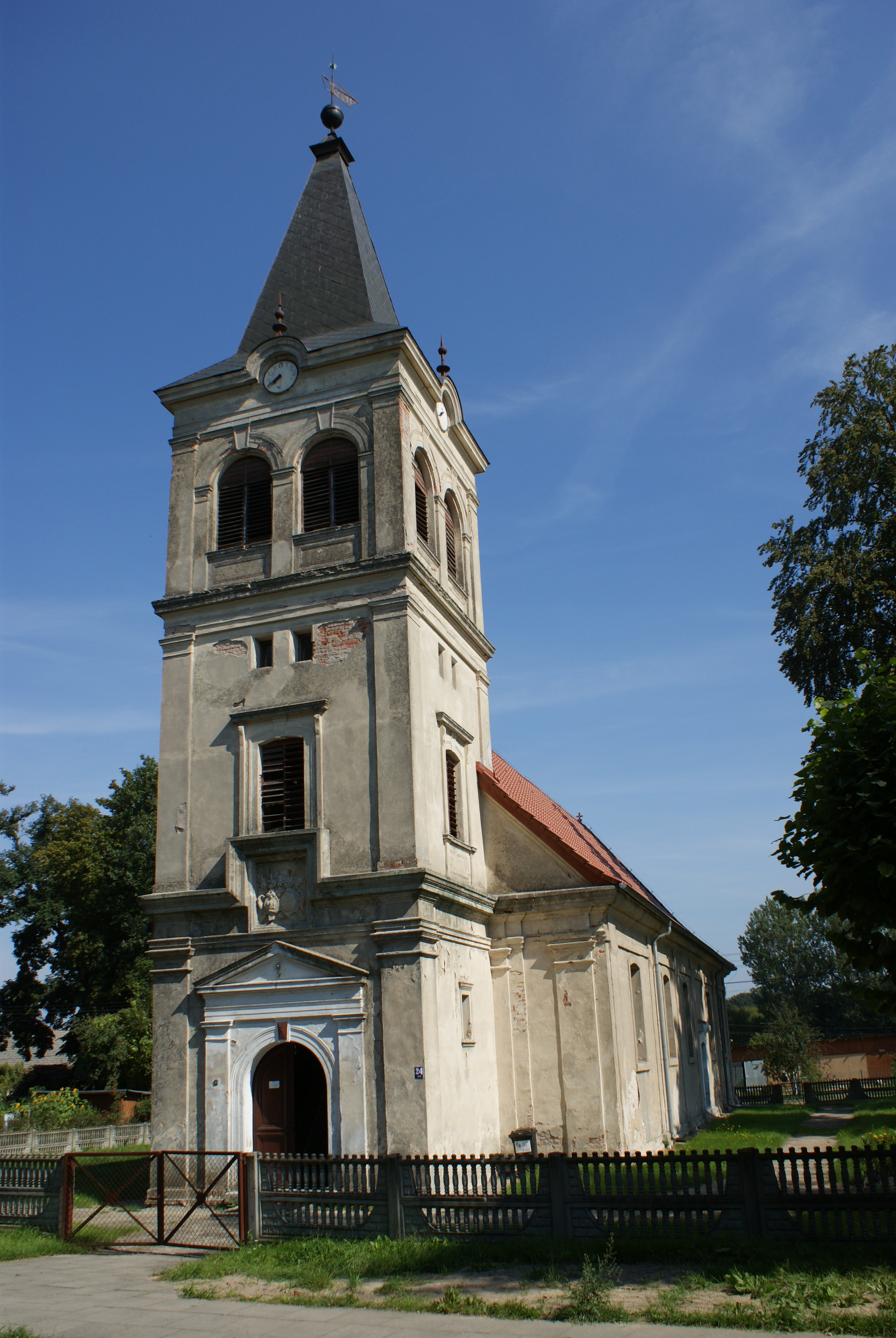
Dorfkirche

Der Name des Dorfes, der slawischen Ursprungs ist, taucht im 15. und 16. Jahrhundert einige Male auf. So wurde z. B. 1560 ein Asmus von Schönebeck zum Vormund der Kinder Johann von Brandenburg-Küstrins bestellt. 1608 werden Joachim und Moritz von Schonebeck als alleinige Besitzer des Dorfes genannt.
1644 wird die Familie von der Marwitz als Besitzer genannt. Georg von der Marwitz war Kommandant der Festung Driesen und bis 1679 Herr auf Dölzig. Ihm folgte bis 1716 sein Sohn Friedrich Wilhelm von der Marwitz. Nach seinem Tod verwaltete das Gut sein Bruder Friedrich Ludwig von der Marwitz, dann dessen Sohn Hans-Georg von der Marwitz, der Dölzig schließlich an den geheimen Justizrat Hans-Wilhelm von Mörner verkaufte. Letzterer heiratete Elisabeth, Tochter des Hans-Georg von der Marwitz.
1740–1741 wurde die Dorfkirche errichtet. Patron und Erbauer war Hans-Wilhelm von Mörner. Das Allianzwappen derer von Mörner und von der Marwitz befindet sich bis heute über dem Kircheneingang. 1759 wurde das Dorf und Rittergut an die Familie von Bredow weiterverkauft, 1766 an die Familie Lüder. Aus dieser Zeit stammen die heute noch erhaltene Schmiede und die nicht erhaltene Wassermühle.
1794 wird die Familie von Tresckow genannt. Der erste Tresckow auf Dölzig war Carl Otto Friedrich von Tresckow, sein Nachfolger Carl Friedrich von Tresckow. Der Königliche Kammerherr Tassilo von Tresckow übernahm 1845 das Gut und ließ das Schloss zweimal im neogotischen Stil umbauen. Ein Schüler Schinkels war Architekt. Der Park wurde von Peter Joseph Lenné gestaltet. Tassilo verstarb 1898. Das Rittergut Dölzig kam an die Grafen von Voß, die aus dem Gut ein Majorat und Fideikommiss machten und sich später Grafen Voß-Dölzig nannten. In den 1920er Jahren wurden Teile des Guts durch eine Siedlungsfirma aufgekauft, obwohl Max Graf von Voß-Doelzig (1837–1922) als Eigentümer der 3381 ha Grundbesitz lange als wohlhabend galt. Der letzte derer von Voß, Joachim, verstarb kinderlos 1945 in Berlin.
Die deutschen Bewohner wurden nach dem Krieg vertrieben. Ab 1945 hieß das Dorf Dolsk. Das Schloss diente als Getreidespeicher und Teile der alten Dorfhäuser und Gutsanlage wurden abgetragen. Zurzeit ist das Schloss in Privatbesitz und wird restauriert.

## Kultur und Sehenswürdigkeiten
- Ruine des neogotischen Schlosses (zurzeit restauriert);
- Die von 1740 bis 1741 erbaute barocke Dorfkirche, 1878 wurden der Turm und der westliche Teil des Langhauses in neobarocker Form wieder aufgebaut. Bis 1945 evangelisch, am 15. Oktober 1946 als römisch-katholische Kirche geweiht, heute Kirche Unserer Lieben Frau von Częstochowa;
- Kriegerdenkmal der 1914–1918 gefallenen Einwohner aus Dolsk;
- Die 1797 erbaute Schmiede (2010 gänzlich erneuert);
- Der in der Hälfte des 19. Jahrhunderts angelegte evangelische Friedhof (ab 1945 katholisch);
- Ruinen der alten Wassermühle;
- Der im englischen Stil entworfene, zurzeit verwilderte Park, der nach Plänen von Peter Joseph Lenné gestaltet wurde.